# Барер, Арнольд Семёнович
Арнольд Семёнович Барер (26 сентября 1927, Киев, СССР — 28 марта 2013, Москва) — советский и российский учёный-физиолог. Профессор, доктор медицинских наук, действительный член Международной академии космонавтики и аэронавтики. Заслуженный деятель науки Российской Федерации (2001).
С выхода в открытый космос А. А. Леонова, Барер многие годы являлся бессменным руководителем группы медицинского сопровождения внекорабельной деятельности. Сфера интересов профессора А. С. Барера — ударные и длительные перегрузки, пониженное атмосферное давление, длительное воздействие невесомости, жары и холода.

## Биография
Родился 26 сентября 1927 года в Киеве, в еврейской семье. Отец Семён Григорьевич Барер был адвокатом. Учился в школе 231 рядом с Трубной площадью.
По окончании в 1951 году 1-го Московского медицинского института, был призван в Советскую армию, где прослужил до 1958 года в качестве специалиста по авиационной медицине в дивизии ВВС.
В 1958 году защитил диссертацию на степень кандидата медицинских наук. С 1959 по 1960 год работал в Центральном Научно-исследовательском авиационном госпитале, а в 1960 году в порядке перевода был направлен на опытный завод № 918 (ныне ОАО «НПП „Звезда“») во вновь созданный научно-исследовательский отдел авиационной и космической медицины, который он возглавлял с 1965 года. В том же году защитил докторскую диссертацию.
За 50 лет работы на «Звезде» под его руководством были выполнены сотни исследовательских и экспериментальных работ, были защищены четыре докторских и более 20 кандидатских диссертаций.
В 1976 году родилась дочь Екатерина. В 2011 появился внук Давид, а через пять месяцев после смерти Марк.
Умер 28 марта 2013 года. Похоронен в Москве на Введенском кладбище (участок 4).

## Награды
- Лауреат Государственной премии СССР (1978) и Государственной премии РФ (2002).
- Заслуженный деятель науки Российской Федерации (2001)[3].
- Другие награды СССР и России.